# Gurljowo
Gurljowo (russisch Гурлёво) ist ein zu Beginn des 16. Jahrhunderts erstmals erwähntes Dorf in der russischen Landgemeinde Opolje im Rajon Kingissepp in der Oblast Leningrad. Die Zahl der Einwohner schwankte in den Jahrhunderten stets zwischen 300 und 100; für das Jahr 2017 werden 123 Personen angegeben.

## Geschichte

### Namens- und Einwohnerentwicklung
Im Jahr 1500 findet sich erstmals der Dorfname als Guryljowo in der Jegorjewski Ratschinski Pogost des Jamskoi Ujesd im Landbuch der Wodskaja Pjatina.
Auf der von A. I. Bergenheim 1676 veröffentlichten Karte von Ingermanland, basierend auf schwedischen Dokumenten, heißt das Dorf Gorolow. Im Jahr 1704 findet es sich, zusammen mit einem Gasthaus, auf der schwedischen Übersichtskarte der Provinz Ingermanland als Dorf Gurilofwa. Als Gurilow ist es auf der Geographischen Zeichnung des Ischora-Landes von Adriaan Schoonebeek von 1705 enthalten. Die Karte des Ingermanlandes von 1727, von A. Rostowtsew, führt die Ortschaft als Gurlewo.
Schließlich trägt das Dorf auf der 1770er Karte des Gouvernements Sankt Petersburg von J. F. Schmidt die Bezeichnung Gurlowo. Die Karte des Gouvernements Sankt Petersburg von Friedrich Schubert aus dem Jahr 1834 gibt 41 bäuerliche Haushalte für Gurlewo an. Im Jahr 1838 werden als Besitzer Nachkommen der Grafenfamilie von Schuwalow genannt. Die Einwohnerzahl betrug laut einer Revisionsliste 162 Männer sowie 171 Frauen und Kinder, außerdem gab es einen Trinkplatz und ein Gasthaus.
Nach der Karte von Professor Stepan Semjonowitsch Kutorga hieß das Dorf 1852 Gurlewa und bestand aus 41 Höfen.
Vier Jahre später, 1856, nun wieder Gurlewo geschrieben, befand sich das Dorf im Eigentum der Grafenfamilie Bobrinski und lag an einer Poststraße. Auf 38 Höfen lebten 129 Seelen. Eine erneute Revision ergab 1857 95 Männer sowie 129 Frauen und Kinder.

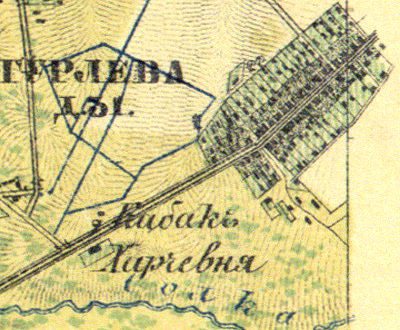
Ortsplan aus dem Jahr 1860

Nach der topografischen Karte von Teilen der Gouvernemente St. Petersburg und Wyborg hieß das Dorf 1860 wieder Gurlewa und bestand aus 31 Höfen, südwestlich davon befanden sich zwei Gasthäuser.
Im Jahr 1862 lebten in Gurlewo 93 Männer, 116 Frauen und Kinder in 146 Haushalten. Darüber hinaus wurde in den Dokumenten ein Brunnen notiert.
Eine Volkszählung ergab im Jahr 1882 185 Personen, davon 84 Männer, 101 Frauen und Kinder. Bei der nächsten Volkszählung 1899 befanden sich im Dorf Gurlewo 27 Höfe mit insgesamt 143 Menschen (66 Männer, 77 Frauen und Kinder). 118 Personen gehörten der Volksgruppe der Russen an, 20 Personen waren Esten und 5 Personen aus anderen Sprachgruppen.

### Verwaltungszugehörigkeit und Einwohnerzahlen ab dem 19.Jahrhundert

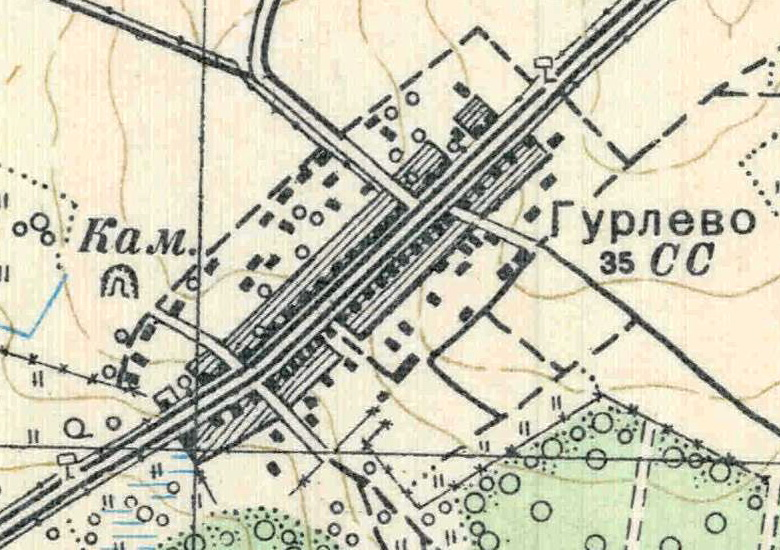
Lageplan Gurlewo, Jahr 1938;
zu sehen ist die Anordnung der Einzelgehöfte entlang der Hauptstraße, die von zwei Querstraßen gekreuzt wird; es handelt sich um ein Angerdorf. Außerdem zeigt die Karte einen Steinbruch (Каменоломни, kurz Кам.) und südlich vom Zentrum Waldflächen. Im Vergleich zu 1860 hat sich kaum etwas verändert.

Im 19. und zu Beginn des 20. Jahrhunderts gehörte das Dorf administrativ zur Wolost Opolje des Ujesd Jamburg im Gouvernement St. Petersburg.
Von 1917 bis 1923 war das Dorf Gurlewo Teil des Gurlewoer Selsowjet der Wolost Opolje im Rajon Kingissepp.
Von 1923 bis Ende 1926 war Gurlewo Teil der Wolost Jastrebinsk, 1927 Teil der Wolost Kingissepp, der im August zum Rajon Kingissepp wurde.
Im Jahr 1928 hatte das Dorf Gurlewo 161 Einwohner.
Nach 1933 war Gurljowo Verwaltungszentrum des Gurljowoer Selsowjets des Rajon Kingissepp, zu dem insgesamt elf Ortschaften gehörten: die Dörfer Walja, Gurljowo, Kuty, Litisino, Ljalizy, Nowes, Fjodorowka und die Siedlungen Lechtmez, Nowo-Kudrino, Nowyje Ljalizy und Sakkala mit insgesamt 1.251 Einwohnern. Später kamen noch 310 Höfe und 5 Kolchosen hinzu.
Im Zweiten Weltkrieg besetzte die deutsche Wehrmacht Gurljowo, am 30. Januar 1944 befreiten Einheiten der Roten Armee das Dorf. Seit 1954 gehört es zum Selsowjet Opolje des Rajons Kingissepp.
Im Jahr 1958 betrug die Zahl der Dorfbewohner 115.
1997 lebten im Dorf Gurlewo 109 Menschen, 2002 waren es 114, 2007 waren es 117.

## Geographie und Sonstiges
Das Dorf liegt im östlichen Teil des Rajons an der Autobahn A180 (Europastraße 20), die St. Petersburg über Iwangorod mit Narva in Estland verbindet.
Die Entfernung zum Verwaltungszentrum der Siedlung beträgt 4 km. Der nächstgelegene Bahnhof, Kerstowo, liegt 9 km entfernt.
Durch das Dorf fließt der Fluss Solka. Gurljowo liegt am Europaradweg 1 (R1) und bietet einfache und preisgünstige Unterkünfte. Außerdem befindet sich im Dorf eine Tankstelle.